# Coronel Rosales
Coronel Rosales est un partido de la province de Buenos Aires fondé en 1948 dont le chef-lieu est Punta Alta.